# Kontaga-Peulh
Pour les articles homonymes, voir Kontaga.
Ne doit pas être confondu avec Kontaga (Tibga).
Kontaga-Peulh est une commune rurale située dans le département de Tibga de la province du Gourma dans la région de l'Est au Burkina Faso.

## Santé et éducation
Le centre de soins le plus proche de Kontaga-Peulh est le centre de santé et de promotion sociale (CSPS) de Modré.